# Automeris cruentus
Automeris cruentus é uma espécie de mariposa do gênero Automeris, da família Saturniidae.